# Coenosia aliena
Coenosia aliena är en tvåvingeart som beskrevs av Malloch 1921. Coenosia aliena ingår i släktet Coenosia och familjen husflugor. Inga underarter finns listade i Catalogue of Life.